# Raša (flod)
Raša (italienska och latin: Arsia) är en flod i Istrien i nordvästra Kroatien. Den har sin källa nära orten Pićan och mynnar ut i Adriatiska havet vid Rašaviken i närheten av staden Raša som bär samma namn som floden.